# Beyond the Sea
Beyond the Sea (рус. «За морем») — англоязычная версия французской песни La Mer, написанной в 1943 году Шарлем Трене. Текст английской версии написан известным американским сочинителем Джеком Лоуренсом. Английская версия песни не связана с текстом оригинальной французской версии. Хит исполнили многие артисты, но наиболее известной из них является версия американского певца Бобби Дарина, достигшая позиции 6 в хит-параде Billboard Hot 100.

## Версия Бобби Дарина
Версия песни в исполнении Бобби Дарина стала саундтреком ко многим фильмам мирового кинематографа, включая такие кинокартины, как «Аполлон-13», «Остин Пауэрс: Голдмембер», «Славные парни», «Чёрный дождь», культовый американский телесериал «Секретные материалы», мультфильм «В поисках Немо», а также видеоигры BioShock. Песня была также исполнена в 2005 году для Carnival Cruise Lines, в Майами. Часть записи песни Бобби Дарина исполняется в сцене выхода Алана Шепарда из космического корабля Freedom 7, а также в первом эпизоде телесериала HBO — «От Земли до Луны» 1998 года.

## Исполнение в стиле Бобби Дарина
Актёр Кевин Спейси исполняет песню в биографической картине о Бобби Дарине — «У моря». Хит в исполнении актёра звучит в сцене «фантазии» о браке с Сандрой Ди. В телевизионном проекте NBC «Американские мечты», Дункан Шейк исполняет известную песню, воплощая образ Бобби Дарина.

## Другие версии
В 1948 году песню Beyond the Sea исполнил актёр Кэри Грант в одной из сцен фильма «Каждая девушка должна выйти замуж».
Ещё одна известная популярная версия песни Beyond the Sea была записана американским певцом-исполнителем Фрэнком Синатрой.
Музыкальная фолк-группа We Five сделала запись песни Beyond the Sea для своего первого альбома в 1965 году. Beyond the Sea является B-стороной другого хита группы — You Were On My Mind.
Джордж Бенсон сделал запись песни для своего альбома — 20/20 1984 года. Певец также исполняет её на джазовом фестивале в Монтре (англ. Montreux Jazz Festival) в 1986 году. Запись выступления певца вошла в DVD-издание 2007 года — Live at Montreux и в музыкальный альбом Бенсона с аналогичным названием.
Инструментальная версия песни Beyond the Sea звучит в начале фильма 1991 года — «Лос-анджелесская история».
В 1997 году, в фильм «Жизнь хуже обычной», Юэн Макгрегор исполняет песню Beyond the Sea в дуэте с Камерон Диас. В том же году, версия в исполнении Томаса Андерса (участник группы Modern Talking), исполнившего хит Beyond the Sea на одном из своих концертов, вошла в концертный альбом певца Live Concert.
Шотландская поп-группа Wet Wet Wet включили собственную версию песни в студейный альбом 1997 года — 10.
Известна одна из современных версий, записанная в жанре нью-свинга в конце 1990-х годов.
Версия британского поп-певца Уилла Янга является B-стороной его сингла Light My Fire, а также включена в известный сборник 2002 года — Pop Idol: The Big Band.
Бобби Колдвелл сделал версию песни в 1999 году для своего альбома Come Rain or Come Shine. Певец также исполнил её на ежегодном джазовом фестивале в Джакарте (англ. Java Jazz Festival) в 2008 году.
В 2004 году ирландская поп-группа Westlife записала свою версию Beyond the Sea, которая, впрочем, не вошла в «Рэт Пак»-альбом Allow Us To Be Frank, но была доступна для официального скачивания.
Мэтт Корби выступил с песней Beyond the Sea в телевизионном проекте «Австралийский Идол» в 2007 году.
Музыкальный коллектив Celtic Woman) сделал собственную версию песни '«Beyond the Sea.
В анимационном фильме «В поисках Немо» использована версия песни Beyond the Sea в исполнении британского поп-певца Робби Уильямса.
Версия песни использована в начале игры BioShock, в то время как оригинал английской версии используется в трейлере к игре. Обе версии включены в видеоигру Bioshock. EP-версия коллекционного издания игры включает также в себя ремикс на песню Моби.